# Documento de Rávena
La Declaración de Rávena es un documento católico–ortodoxo publicado el 13 de octubre de 2007, reafirmando que el obispo de Roma es efectivamente el primero (en griego: πρώτος, romanizado: protos) entre los patriarcas, aunque en el futuro se debatirá sobre el ejercicio eclesiológico concreto de la primacía papal. El documento fue emitido en la décima sesión plenaria de la Comisión mixta internacional para el diálogo teológico entre la Iglesia católica y la Iglesia ortodoxa, celebrada del 8 al 14 de octubre de 2007 en Rávena, Italia.
La firma de la declaración puso de manifiesto las tensiones internas entre el Patriarcado de Constantinopla y el Patriarcado de Moscú, a cuenta de si la Iglesia Ortodoxa Apostólica de Estonia tenía derecho a estar representada en Rávena, lo que finalmente llevó a la delegación de Moscú a abandonar las conversaciones. Sin embargo, se trataba de una disputa interna dentro de la Ortodoxia, y no tenía ninguna relación con las cuestiones realmente abordadas en Rávena.